# 1439
| 1439               |
| ------------------ |
| Dødsfald - Fødsler |
|                    |

| Gregoriansk kalender | 1439 MCDXXXIX           |
| Ab urbe condita      | 2192                    |
| Armensk kalender     | 888 ԹՎ ՊՁԸ              |
| Kinesiske kalender   | 4135 – 4136 戊午 – 己未 |
| Etiopisk kalender    | 1431 – 1432             |
| Jødisk kalender      | 5199 – 5200             |
| Hindukalendere       |                         |
| - Vikram Samvat      | 1494 – 1495             |
| - Shaka Samvat       | 1361 – 1362             |
| - Kali Yuga          | 4540 – 4541             |
| Iransk kalender      | 817 – 818               |
| Islamisk kalender    | 843 – 844               |

Konge i Danmark: Erik 7. 1396-1439 
Se også 1439 (tal)